# Toby Cubitt
Toby Stanley Cubitt (* 1980 in Luxemburg) ist ein britischer mathematischer Physiker, der sich mit Quanteninformationstheorie befasst.
Cubitt wurde in Luxemburg geboren und ging dort zur Schule mit dem Abitur (europäisches Bakkalaureat) 1998. Er studierte Physik an der Universität Cambridge mit Teilnahme an den Tripos in Naturwissenschaften und Bachelor-Abschluss 2002. Danach ging er an das Max-Planck-Institut für Quantenoptik in Garching und wurde 2007 bei Ignacio Cirac an der Ludwig-Maximilians-Universität München in Quanteninformationstheorie promoviert. Als Post-Doktorand war er in der Gruppe für Quanteninformationstheorie der Universität Bristol (als Leverhulme Early Career Fellow) und ab 2010 in der Gruppe für Mathematik und Quanteninformationstheorie von David Pérez García an der Universidad Complutense de Madrid. Nach zwei Jahren in Madrid war er als Royal Society University Research Fellow an der Universität Cambridge und zwei Jahre später in der Abteilung Informatik des University College London, wo er Professor für Quanteninformation ist.
2015 bewies er mit Michael M. Wolf und David Pérez García, dass die Frage der Bestimmung der Spektrumslücke (spectral gap, Energielücke vom Grundzustand zum ersten angeregten Zustand) für zwei oder mehr Dimensionen unentscheidbar ist. Für den Beweis wurde eine aperiodische Parkettierung benutzt. 2020  bewiesen er und drei Mitautoren dies auch für den eindimensionalen Fall.
Er befasst sich mit Komplexitätstheorie der Quanteninformationstheorie, unter anderem der Komplexitätsklassifikation des lokalen Hamilton-Problems (dem Analogon des 3-SAT-Problems der klassischen Komplexitätstheorie, das im Wesentlichen in der Bestimmung des Grundzustands bzw. niedrigsten Eigenwerts eines durch eine Hermitesche Matrix mit endlich vielen Teilen, die auf maximal k Qubits wirken, besteht).
2019 erhielt er den Whitehead-Preis.
2018 gründete er zusammen mit Ashley Montanaro und John Morton das Unternehmen Phasecraft, das Algorithmen und Software für Quantencomputer entwickelt.

## Schriften (Auswahl)
Außer die in den Fußnoten zitierten Arbeiten
- mit F. Verstraete, W. Dür, J. I. Cirac: Separable states can be used to distribute entanglement, Phys. Rev. Lett., Band 91, 2003, S. 037902
- mit M. M. Wolf, J. Eisert. J. I. Cirac: Assessing non-Markovian quantum dynamics, Phys. Rev. Lett., Band 101, 2008, S. 150402
- mit M. B. Ruskai, G. Smith: The structure of degradable quantum channels, J. Math. Phys., Band 49, 2008, S. 102104
- mit D. Leung, W. Matthews, A. Winter: Improving zero-error classical communication with entanglement, Phys. Rev. Lett., Band 104, 2010, S. 230503
- mit J. Eisert, M. M. Wolf: Extracting dynamical equations from experimental data is NP hard, Phys. Rev. Lett., Band 108, 2012, S. 120503
- mit A. Lucia, S. Michalakis, D. Perez-Garcia: Stability of local quantum dissipative systems, Comm. Math. Phys., Band 337, 2015, S. 1275–1315
- mit D. Elkouss, W. Matthews, M. Ozols, D. Perez-Garcia, S. Strelchuk: Unbounded number of channel uses may be required to detect quantum capacity, Nature Comm., Band 6, 2015, S. 1–4
- mit A. Montanaro: Complexity classification of local Hamiltonian problems, SIAM Journal on Computing, Band 45, 2016, S. 268–316
- mit G. de las Cuevas: Simple universal models capture all classical spin physics, Science, Band 351, 2016, S. 1180–1183, doi:10.1126/science.aab3326
- mit D. Perez-Garcia, M. M. Wolf: The Unsolvable Problem,  Scientific American Band 319(4), October 2018, S. 28–37, doi:10.1038/scientificamerican1018-28
- mit A. Montanaro, S. Piddock: Universal Quantum Hamiltonians, Proc. Nat. Acad. Sci., Band 115, 2018, S. 9497–9502, doi:10.1073/pnas.1804949115
- mit C. Derby, J. Klassen, J. Bausch: Compact fermion to qubit mappings, Phys. Rev. B 104, 2021, S. 035118 doi:10.1103/PhysRevB.104.035118
- mit L. Clinton, J. Bausch: Hamiltonian simulation algorithms for near-term quantum hardware, Nature Comm., Band 12, 2021, S. 4989, doi:10.1038/s41467-021-25196-0